# Khentkaus III
Khentkaus III, fue una reina del Antiguo Egipto, durante la quinta dinastía. Su título habría sido "Esposa del Rey", puesto que pudo haber sido la esposa del faraón Neferefra, y madre del faraón Menkauhor, razón que pudo conllevar a posteriores referencias como "Madre del Rey".
Su tumba fue descubierta el 4 de enero de 2015, por un equipo de arqueólogos checos; es por esta razón que la información acerca de Khentaus III es escasa. De acuerdo con las palabras del Ministro de Antigüedades de Egipto, Mamdouh Eldamaty, no había ningún conocimiento previo acerca de la existencia de esta mujer. Se la conoce como Khebtkaus III debido a que ya había conocimiento de la existencia de dos reinas con el mismo nombre, las cuales vivieron antes que ella.

## Tumba
La tumba de Khentkaus III fue encontrada en el yacimiento arqueológico de Abusir, donde hay varias pirámides dedicadas a faraones de la quinta dinastía, incluyendo a Neferefra. Precisamente, la tumba fue hallada cerca del complejo funerario de Neferefra, por un equipo de arqueólogos checos liderados por Miroslav Bárta, de la Universidad Carolina de Praga. El nombre y rango de Khentkaus estaban inscritos en las paredes interiores de la tumba, en donde aparecía como "Khentkaus, Esposa del Rey", así como también "Madre del Rey". Además de las inscripciones, en el interior de la tumba se encontraron algunos elementos funerarios ignorados por los ladrones de tumbas antiguos, tales como vasijas y estatuillas.
Aunque la inscripción "esposa del faraón" no especifica al faraón en sí, se presume que era la esposa del faraón Neferefra debido a la proximidad de su tumba al complejo funerario del faraón.